# Пайетта, Джан Карло
Джан Карло Пайетта (итал. Gian Carlo Pajetta; 24 июня 1911, Турин — 13 сентября 1990, там же) — итальянский политик, деятель итальянского рабочего движения, журналист, редактор, антифашист.

## Биография
Пайетта родился в рабочем районе Турина в семье банковского служащего Карло и учительницы начальной школы Эльвиры Беррини. 
С 1925 года — член итальянской Федерации коммунистической молодёжи. В 1927—1929 годах — в тюрьме за распространение антифашистских листовок среди рабочих типографских мастерских, позже на нелегальной работе в Италии и в эмиграции во Франции. 
В 1930 году вступил в Итальянскую коммунистическую партию (ИКП). Находясь в изгнании, он несколько раз ездил в Москву по линии Коммунистического Интернационала. В 1931 г. – представитель итальянской Федерации коммунистической молодёжи при Исполкоме Коммунистического Интернационала молодёжи. Взял псевдоним Нулло в честь итальянского патриота XIX века Франческо Нулло. 
В 1933 году тайно вернулся в Италию, был арестован и осуждён на 21 год заключения. Освобождён 23 августа 1943 года после падения фашистской диктатуры Муссолини. 
Во время национально-освободительной войны итальянского народа в 1943—1945 против немецко-фашистских оккупантов и их итальянских фашистских пособников был организатором партизанского движения в Пьемонте, членом Комитета национального освобождения Северной Италии и Главного штаба гарибальдийских бригад. В феврале 1944 года вместе с Ферруччо Парри и Альфредо Пиццони он был частью делегации Комитета национального освобождения, которая добивалась признания со стороны союзников в качестве законной власти Италии.  
С 1945 года — член ЦК и Руководства ИКП, с 1954 года — член Секретариата ИКП, с 1966 года — член Политбюро ИКП. Депутат Учредительного собрания 1946 года, а с 1948 года — парламента Итальянской республики всех созывов. Он также был избирался в Европейский парламент в 1979 и 1984 годах.
В 1945—1947 годах был главным редактором миланского издания ЦО ИКП газ. «Унита» (итал. L’Unità); в 1969—1970 — главный редактор её центрального издания в Рим, в 1964—1966 годах — главный редактор теоретического органа компартии «Ринашита» (итал. Rináscita).
В 1947 году Пайетта принял участие в оккупации префектуры Милана в знак протеста против смещения префекта Этторе Троило. Пайетта был одним из самых уважаемых политиков-коммунистов после Второй мировой войны. После смерти секретаря Энрико Берлингуэра в 1984 году Пайетту посчитали слишком старым, чтобы стать его преемником. Позже он выступил против проекта Акилле Оккетто по преобразованию ИКП в социал-демократическую партию. Пайетта скончался в Риме ещё до роспуска ИКП. На его похоронах присутствовало 200 000 человек.

## Избранные публикации
- Le crisi che ho vissuto (1982)
- Il ragazzo rosso (1983, autobiography)
- Il ragazzo rosso va alla guerra (1986)